# Thionville
Thionville (Duits: Diedenhofen, Luxemburgs: Diddenuewen, Nederlands, verouderd: Didenhove/Diedenhoven) is een gemeente in het Franse departement Moselle (regio Grand Est). Thionville telde op 1 januari 2022 42.778 inwoners, die Thionvillois genoemd worden.
De stad ligt langs de oever van de Moezel en ligt in het Luxemburgse taalgebied (ofschoon deze taal er sterk op zijn retour is) en is bekend om zijn (stagnerende) staalindustrie. 

## Geschiedenis
De Karolingers hadden in Thionville een landhuis, dat met hun verheffing koninklijk paleis werd. Later kreeg het gebied de status van bijzondere heerlijkheid, dat overging op de graven van Luxemburg.
Door haar strategische ligging kende de stad in de loop van haar geschiedenis vele verdedigingswerken. In de 16e eeuw werd op bevel van koning Filips II en naar plannen van de Zuid-Nederlandse architect Van Noyen de middeleeuwse stadsmuur versterkt met zeven bastions. Hiervan zijn Bastions I (Bastion République) en III (Bastion Luxembourg) bewaard gebleven.
Tijdens de Dertigjarige Oorlog werd de stad in 1643 gedurende twee maanden belegerd door Franse legers onder leiding van Lodewijk II van Bourbon-Condé maar hij was gedwongen het beleg af te breken. Op 9 november 1659 ging het district Thionville bij de Vrede van de Pyreneeën over van Nederlandse (Habsburgse) in Franse handen. In de 18e eeuw bouwden de Fransen een bijkomend militair bolwerk (Couronné) op de rechteroever van de Moezel, een zwakke plek in de verdediging van de stad. Dit gebeurde naar plannen van Louis de Cormontaigne. Hiervoor moest het dorp Haute-Yutz wijken.
In de jaren 1871-1918 en 1940-1945 was de stad geannexeerd door Duitsland onder de naam Diedenhofen. Door de industrialisering en de metaalnijverheid groeide de bevolking sterk. Daarom werd rond 1900 beslist om de stadsomwallingen te slechten om nieuwe woonwijken te kunnen bouwen naar plannen van Joseph Stübben. In de plaats bouwden de Duitsers een nieuwe fortengordel rond de stad in het kader van de Moselstellung (Moezelstelling). Het Feste Obergentringen (Fort Guentrange) was klaar in 1906. In de jaren 1930 werd dit fort door de Fransen geïntegreerd in de Maginotlinie.
De industriële neergang van de jaren 1970 trof Thionville maar de stad kon meeprofiteren van de nabijheid van Luxemburg en Duitsland doordat veel bewoners daar konden werken.
De stad was tot 2015 hoofdplaats van twee arrondissementen, nl. Thionville-Est en -Ouest, die in 2015 zijn gefuseerd tot het arrondissement Thionville.

## Geografie
De oppervlakte van Thionville bedroeg op 1 januari 2022 49,88 vierkante kilometer; de bevolkingsdichtheid was toen 857,6 inwoners per km². De Moezel stroomt door de stad. Boven de stad ligt de Mont Saint-Michel (392 m). Een deel van de gemeente is nog landelijk. Hier liggen de dorpen of gehuchten Beuvange, Elange, Garche-Koeking, Oeutrange, Veymerange en Volkrange.
De onderstaande kaart toont de ligging van Thionville met de belangrijkste infrastructuur en aangrenzende gemeenten.

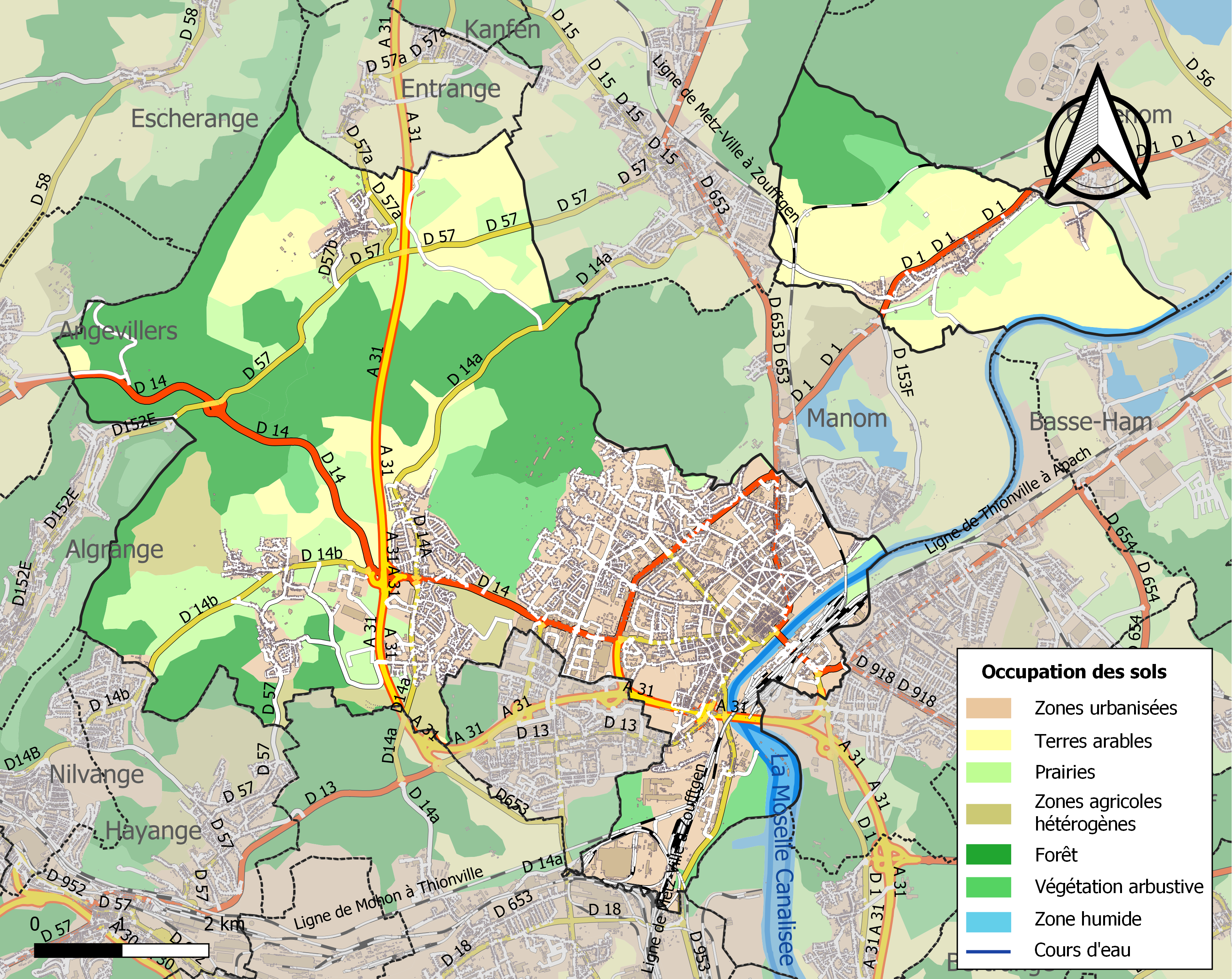

## Demografie
Onderstaande figuur toont het verloop van het inwonertal (bron: INSEE-tellingen).

## Verkeer en vervoer
- Station Thionville

## Sport
Thionville is één keer etappeplaats geweest in wielerkoers Ronde van Frankrijk. In 1999 won de Italiaan Mario Cipollini er in de massasprint. Thionville FC is de lokale voetbalclub.

## Geboren in Thionville
- Johann von Aldringen (1584 of 1588-1634), militair
- Joseph Bodin de Boismortier (1689-1755), componist
- Nicolas Bonaventure (1753-1831), rechter en burgemeester
- Antoine Christophe Merlin (1762-1833), revolutionair
- Louis de Briey de Laclaireau (1772-1833), industrieel en edelman
- Antoine de Biber (1818-1873), kolonel en edelman
- Alexandre Lapissida (1839-1907), tenor, regisseur en theaterdirecteur
- Fritz von der Lancken (1890-1944) militair en verzetsstrijder
- Henry Anglade (1933-2022), wielrenner
- La Grande Sophie (1969), singer-songwriter
- Daniel Gomez (1979), voetballer
- Nasredine Kraouche (1979), voetballer
- Julien Quercia (1986), voetballer
- Benjamin Corgnet (1987), voetballer
- Youssef Maziz (1998), voetballer

## Voetnoten
1. 1 2  Populations de référence 2022.
2. ↑  Les délices des Païs-Bas ou description générale de ses dix-sept Provinces, Brusselle, MDCXCVII (1697)
3. ↑  (fr) Couronné. thionville.fr. Geraadpleegd op 14 september 2022.
4. ↑  (fr) Histoire. thionville.fr. Gearchiveerd op 12 mei 2021. Geraadpleegd op 14 september 2022.
5. ↑  (fr) Fort de Guentrange. thionville.fr. Geraadpleegd op 14 september 2022.